# Siège de Niemcza
Guerre germano-polonaise
Le siège de Niemcza a lieu en août 1017, à la fin de la guerre germano-polonaise. Les forces de l’empereur Henri II assiègent la ville de Niemcza, contrôlée par le souverain polonais Boleslas Ier. L'attaque échoue finalement.

## Contexte
La forteresse bohémienne de Niemcza est conquise par le duc polonais Mieszko Ier de Pologne lors de ses campagnes en Silésie vers 990. La bataille de la forteresse de Niemcza se déroule durant la phase finale de la guerre germano-polonaise, qui débute en 1002.

## Déroulement
Henri II se tourne vers le sud-est et passe par Głogów pour rencontrer l’armée polonaise à la forteresse de Niemcza en août. L’empereur assiège Niemcza pendant trois semaines. Plusieurs tentatives de prendre d’assaut la forteresse échouent et l'empereur ottonien doit finalement retourner en Allemagne.